# Jean-Maurice Mourat
Jean-Maurice Mourat (Luçon, Francia, 1948) es un guitarrista de música clásica, laudista, pedagogo, compositor y pintor francés, y un ex director de conservatorios de música de París.
- Datos: Q3167907
- Multimedia: Jean-Maurice Mourat / Q3167907